# تياغو الميدا
تياغو الميدا (13 سبتمبر 1990 بلشبونة في البرتغال - ) هو لاعب كرة قدم برتغالي في مركز الدفاع. شارك مع منتخب الرأس الأخضر لكرة القدم. أما مع النوادي، فقد لعب مع فيتوريا دي غيماريش ومافرا ونادي بيلينينسش وجي. دي. توريزينسي ‏ وAcadémico de Viseu F.C. ‏ وC.D. Pinhalnovense ‏ ونادي تشافيس.

## وصلات خارجية
- تياغو الميدا على موقع قاعدة بيانات كرة القدم.إي يو (الإنجليزية)
- تياغو الميدا على موقع ناشيونال فوتبول تيمز (الإنجليزية)
- تياغو الميدا على موقع Soccerway.com (الإنجليزية)
- تياغو الميدا على موقع عالم كرة القدم.نت (الإنجليزية)
- تياغو الميدا على موقع AS.com (الإسبانية)